# Чапел-Гілл (Теннессі)
Чапел-Гілл (англ. Chapel Hill) — місто (англ. town) в США, в окрузі Маршалл штату Теннессі. Населення — 1717 осіб (2020).

## Географія
Чапел-Гілл розташований за координатами 35°37′43″ пн. ш. 86°41′42″ зх. д. / 35.62861° пн. ш. 86.69500° зх. д. (35.628730, -86.694931).  За даними Бюро перепису населення США в 2010 році місто мало площу 8,38 км², уся площа — суходіл.

## Демографія
Згідно з переписом 2010 року, у місті мешкало 1445 осіб у 579 домогосподарствах у складі 407 родин. Густота населення становила 172 особи/км².  Було 637 помешкань (76/км²).
Расовий склад населення:
| - 92,3 % — білих - 3,9 % — чорних або афроамериканців - 0,8 % — корінних американців - 0,3 % — вихідців з тихоокеанських островів - 1,5 % — осіб інших рас |

До двох чи більше рас належало 1,1 %. Частка іспаномовних становила 2,7 % від усіх жителів.
За віковим діапазоном населення розподілялося таким чином: 23,9 % — особи молодші 18 років, 61,2 % — особи у віці 18—64 років, 14,9 % — особи у віці 65 років та старші. Медіана віку мешканця становила 38,8 року. На 100 осіб жіночої статі у місті припадало 95,3 чоловіків;  на 100 жінок у віці від 18 років та старших — 90,5 чоловіків також старших 18 років.
Середній дохід на одне домашнє господарство  становив 53 972 долари США (медіана — 40 625), а середній дохід на одну сім'ю — 62 338 доларів (медіана — 46 364). Медіана доходів становила 41 313 долари для чоловіків та 33 750 доларів для жінок. За межею бідності перебувало 6,6 % осіб, у тому числі 7,5 % дітей у віці до 18 років та 6,7 % осіб у віці 65 років та старших.
Цивільне працевлаштоване населення становило 666 осіб. Основні галузі зайнятості: освіта, охорона здоров'я та соціальна допомога — 29,6 %, роздрібна торгівля — 18,6 %, виробництво — 8,6 %, публічна адміністрація — 7,4 %.